# کیم جو-یونگ
[[پرونده:]]
کیم جو-یونگ (انگلیسی: Kim Ju-Young؛ زاده ۹ ژوئیهٔ ۱۹۸۸) یک بازیکن فوتبال اهل کره جنوبی است.
وی همچنین در تیم‌های باشگاهی فوتبال کره جنوبی بازی کرده‌است.